# Dag Hopen
Dag Hopen (Tønsberg, 6 d'abril de 1961) va ser un ciclista noruec. El seu principal èxit fou la medalla de bronze al Campionat del Món de contrarellotge per equips de 1983. Va participar en els Jocs Olímpics de 1984.